# 胡寬
胡寬（1418年—？），字有容，浙江紹興府餘姚縣人，軍籍，明朝政治人物。進士出身。

## 生平
應天府鄉試第三名。景泰五年（1454年）甲戌科會試第二百五名，殿試登進士第三甲第二十四名。

## 家族
曾祖胡德讓。祖父胡仲海。父亲胡真。